# Nokomis (Illinois)
Nokomis és una població dels Estats Units a l'estat d'Illinois. Segons el cens del 2000 tenia 2.389 habitants.

## Demografia
Segons el cens del 2000, Nokomis tenia 2.389 habitants, 1.031 habitatges, i 630 famílies. La densitat de població era de 709,5 habitants/km².
Dels 1.031 habitatges en un 26,9% hi vivien nens de menys de 18 anys, en un 48,2% hi vivien parelles casades, en un 9,1% dones solteres, i en un 38,8% no eren unitats familiars. En el 35,1% dels habitatges hi vivien persones soles el 21,1% de les quals corresponia a persones de 65 anys o més que vivien soles. El nombre mitjà de persones vivint en cada habitatge era de 2,21 i el nombre mitjà de persones que vivien en cada família era de 2,87.
Per edats la població es repartia de la següent manera: un 22,8% tenia menys de 18 anys, un 6,2% entre 18 i 24, un 24,6% entre 25 i 44, un 20,9% de 45 a 60 i un 25,4% 65 anys o més.
L'edat mediana era de 42 anys. Per cada 100 dones de 18 o més anys hi havia 83,8 homes.
La renda mediana per habitatge era de 29.612 $ i la renda mediana per família de 36.850 $. Els homes tenien una renda mediana de 35.106 $ mentre que les dones 19.844 $. La renda per capita de la població era de 16.328 $. Aproximadament el 10,7% de les famílies i el 14,3% de la població estaven per davall del llindar de pobresa.

## Poblacions més properes
El següent diagrama mostra les poblacions més properes.